# Global Garden
Global Garden: Los sueños de Einstein (GLOBAL GARDEN - アインシュタイン睡夢奇譚 Gurōbaru Gāden - Ainshutain Suimu Kitan?) es un manga creado por la autora Saki Hiwatari, más conocida por su obra Please Save My Earth. La serie, compuesta por ocho volúmenes, se publicó en Japón entre 2002 y 2005 en la revista semanal Hana to Yume, de la editorial Hakusensha. En España, la serie está publicada por Panini Manga.

## Historia
La historia comienza en 1955 en Princeton (Nueva Jersey, Estados Unidos), con Albert Einstein, que vive lleno de remordimientos debido al descubrimiento en 1905 de su famosa fórmula E = mc², que sirvió de base para crear la bomba atómica que arrasó las ciudades de Hiroshima y Nagasaki en la Segunda Guerra Mundial. Einstein se hace amigo de dos niños de ascendencia japonesa, Hikaru y Haruhi, capaces de ver el futuro en sus sueños. Hikaru y Haruhi le cuentan que desde el bombardeo de ambas ciudades el Yggdrasil, el Árbol de la Vida que protege la Tierra desde el Jardín Global, se está muriendo, pero que en el siglo XXI hay una chica que puede salvarlo. No obstante, cuando llegue el siglo XXI ambos niños serán ancianos, por lo que Einstein les da unas pastillas, en un principio destinadas para él, que ralentizarán el crecimiento de los niños para que aún sean jóvenes cuando llegue el siglo XXI. El científico fallece ese mismo día, el 18 de abril de 1955, y pasa a convertirse en el narrador omnisciente e incorpóreo de la historia, vista a través de los ojos de un niño, Robin.
La historia continúa en 2005 en Tokio, con una muchacha de quince años llamada Ruika Atsuki que desde los cinco años se hace pasar por su difunto hermano menor Masato. Ello se debe a que durante un viaje en avión que realizaban los dos niños solos, hubo un accidente en el que Masato perdió la vida. La televisión emitió una noticia errónea en la que se informaba de la muerte de ambos niños, por lo que Kanako, la madre de Ruika y Masato, enloqueció. Tras un tiempo en el hospital recuperándose de sus heridas, Ruika finalmente recibió a su madre, y para no asustarla se puso en la cabeza la gorra de su hermano para taparse las vendas. Al verla con la gorra, Kanako tomó a Ruika por Masato, con lo que empezó a creer que era su hijo quien había sobrevivido y no su hija. Desde entonces, Ruika se ve obligada a vivir y a comportarse como su hermano, cosa que realiza con enorme dedicación, hasta el punto de que se niega a que la llamen por su verdadero nombre, además de que su cuerpo se esté transformando en el de un chico, en un principio de cintura para arriba.
Un día, Ruika conoce en la biblioteca en la que trabaja a un niño incapaz de hablar y que busca un libro sobre la Teoría de la Relatividad de Einstein. Este niño es Robin, al que Ruika acoge en su casa ya que aparentemente no tiene adonde ir. Esa noche llaman a la puerta, y al abrir Ruika se encuentra con un joven, que es Hikaru, que pregunta por ella.

## Personajes

### Personajes principales
- Ruika Atsuki. La protagonista de la historia, una chica de quince años afectuosa y con una inmensa capacidad de sacrificio que la hace fingir ser su hermano Masato para hacer feliz a su madre. Posee el poder de cumplir los deseos de la gente, desde curar accesos de fiebre hasta reverdecer la planta favorita de su madre (asimismo, su sangre también tiene poderes curativos), y cada vez que lo hace su cuerpo despide una intensa fragancia de flores. Gracias a su poder, su cuerpo se está convirtiendo en el de un chico para ser definitivamente Masato y así complacer a su madre. No va al colegio, y vive sola en un apartamento de alquiler, ya que a pesar de estar bajo la tutela del Dr. Sugimoto no considera que la casa de éste sea su hogar, porque "no es lugar para ella".

- Albert Hikaru Devae, Hikaru. Un joven muy alto y de pelo negro y lacio, que lleva toda su vida buscando a Ruika para que lo lleve al Jardín Global y cumpla el deseo de Einstein. Aparenta unos veinte años de edad gracias a las pastillas de Einstein, pero en realidad tiene sesenta. Debido a su inmenso deseo de encontrar a Ruika para manifestarle el deseo de Einstein, cuando la conoce llega a veces a asustarla por su insistencia y su apasionamiento. En realidad, Hikaru no sólo busca a Ruika porque necesite que lo lleve al Jardín Global, sino que también entran en juego los sentimientos amorosos que comenzó a sentir desde la primera vez que la vio en sus sueños, siendo un niño de corta edad.

- Lyle Haruhi Takasumi, Haruhi. Un joven muy alto y de pelo rubio y ondulado. Aparenta unos veinte años de edad gracias a las pastillas de Einstein, pero en realidad tiene sesenta. Hikaru y él son primos, ya que sus madres eran hermanas gemelas, y de hecho ambos nacieron exactamente al mismo tiempo. Trabaja para la Fundación Stanley, una empresa farmacéutica con sede en Nueva York que pertenecía a sus padres y pasó después a manos de Narada, pero también ofrece sus servicios como adivino para gente de muy alto poder adquisitivo. Sus poderes son ligeramente superiores a los de Hikaru, ya que puede ver el futuro más lejos que él. No obstante, está perdiendo facultades paulatinamente.

- Robin. Un niño de unos seis años de edad, de pelo rubio y ojos azules. Es incapaz de hablar, pero posee una enorme inteligencia y un gran talento para las matemáticas. Perdió a sus padres en un accidente de tráfico del que fue rescatado por Hikaru, quien lo recogió y lo adoptó. Aunque aparenta no ser más que un niño muy inteligente, Robin oculta un secreto muy especial que lo vincula tanto a Einstein como al propio Hikaru.

- Albert Einstein. El famoso científico alemán aparece en la historia como una persona llena de arrepentimiento por el descubrimiento de la fórmula E = mc², base de la creación de la bomba atómica, y que intenta vivir lo más pacíficamente posible los últimos años de su vida. No obstante, como forma de asumir su responsabilidad, Einstein recibe dos pastillas que alargarán su vida para que esté continuamente atormentado por los remordimientos, pero él se las da a dos niños, Hikaru y Haruhi, para que lleguen al siglo XXI como jóvenes para poder encontrar a Ruika para que ésta les lleve al Jardín Global.

### Familia Atsuki
- Kanako Atsuki. Madre de Ruika y Masato, una mujer de buen corazón procedente de Onomichi (localidad cerca de Hiroshima) que lleva diez años internada en el Hospital Psiquiátrico Chûsei debido a la locura que le hace creer que Ruika falleció en el accidente de avión que en realidad se llevó la vida de Masato. Acepta con mucha naturalidad su estancia en el hospital, ya que le gusta sentarse en un banco en los jardines o pasear por el invernadero, pero cuando siente que "su hijo Masato" puede estar en peligro o cuando no va a visitarla sin que haya una razón de peso sufre ataques de histeria. Al parecer, a pesar de haberse divorciado de su marido, aún lo amaba.

- Masato Atsuki. El hermano menor de Ruika, con la que se lleva un año de diferencia. En los recuerdos de Kanako aparece como un niño muy revoltoso al que le gusta pelearse con su hermana mayor, pero a la que en el fondo quiere mucho. En los sueños de Ruika aparece junto a ella en el Jardín Global, bajo la forma del adolescente que habría sido si hubiese sobrevivido. En esos sueños Masato se comporta de forma muy cariñosa con Ruika y la anima a ser ella misma.

- Sr. Atsuki. Padre de Ruika y Masato y ex-marido de Kanako. Sólo aparece en un sueño de Ruika con su hermano y en los recuerdos de Kanako. En el sueño de Ruika se le ve sonriente y feliz junto a Masato de pequeño, mientras que en los recuerdos de Kanako aparece discutiendo con ella. Al enterarse de la supuesta muerte de sus hijos sufrió una crisis de ansiedad que lo llevó a conducir a toda velocidad hacia el hospital, y falleció en un accidente.

### Familia Sugimoto
- Dr. Sugimoto. Padre de Kōdai y Manami y tutor a su vez de Ruika mientras su madre se encuentra en el hospital, donde él trabaja. Se muestra muy preocupado por la ausencia de cambios en el cuerpo de Ruika, pero siente que toda posibilidad de mejoría está en manos de la propia Ruika. Al parecer, es el único en el hospital que conoce el verdadero sexo de Ruika, ya que las enfermeras opinan que ella es "un chico muy educado".

- Kōdai Sugimoto. Hijo del Dr. Sugimoto y hermano mayor de Manami, Kōdai aparenta unos dieciocho años. Es un joven de buenas intenciones, pero también impulsivo y de modales muy bruscos. Está enamorado de Ruika, y opina que si ella conviviera con su madre y su hermana se potenciaría su lado femenino. Al ver a Hikaru entrar de repente en la vida de Ruika y además llamándola por su verdadero nombre, lo considera una persona de poco fiar y de intenciones ocultas. Este pensamiento no sólo se basa en la justificada desconfianza que siente hacia él y en el deseo de proteger a Ruika, sino también en buena parte en sus celos.

- Manami Sugimoto. Hija del Dr. Sugimoto, hermana menor de Kōdai y la mejor amiga de Ruika. Tiene quince años, y es una chica alegre, extrovertida y muy amiga de ir de compras y ligar con chicos. Le gusta especialmente Thane, que se muestra muy paciente y atento con ella para distraerla de los planes de Hikaru en cuanto a Ruika. Manami sólo posee un complejo que la avergüenza: sus dientes de conejo, de los que se burla Fujimaru nada más conocerla.

- Sra. Sugimoto. Madre de Kôdai y Manami y esposa del Dr. Sugimoto. No interviene en ningún momento en la historia, sino que sólo se la ve en un recuerdo de Ruika en un festival de verano. Manami y ella comparten un gran parecido físico.

### Otros personajes
- Thane. Uno de los compañeros de Hikaru, de pelo rubio y lacio y ojos claros. Reflexivo y tranquilo, es uno de los principales apoyos de Hikaru y quien suele calmarlo cuando se enfada o se entristece. Es huérfano de padres, y él y su hermana Nicole se criaron en un orfanato, del que salieron para trabajar como conejillos de Indias para la Fundación Stanley, donde conocieron a Fujimaru. No obstante, fueron víctimas de un engaño: se les administró una medicina hecha con la sangre de Hikaru, que tarde o temprano causará en ellos monstruosas mutaciones. Desde entonces Thane y Fujimaru están avocados a seguir a Hikaru (puesto que están unidos a él por el denominado "bautismo de sangre") y a ayudarle, cosa que Thane acepta bien. Por ello, desaprueba los planes secretos de Fujimaru; aunque desea que los dos y sus seres queridos se curen, considera las pretensiones de su compañero como una forma de traicionar su amistad con Hikaru. Aunque en ningún momento manifiesta sus creencias, al parecer Thane es cristiano, ya que siempre lleva un pequeño crucifijo colgado del cuello.

- Fujimaru. El otro compañero de Hikaru, de pelo negro de punta y ojos negros, y con varios pendientes en las orejas. Es el que añade la mayor parte de los puntos humorísticos de la trama, ya que posee un carácter alegre y burlón, aunque a veces puede llegar a ser un tanto fastidioso con sus bromas, hasta el punto de que Manami le pega en la cabeza cuando él se burla de sus dientes. También es el que cuida más a Robin (es precisamente Fujimaru quien le dice que aprenda a escribir) junto con Hikaru. Aunque acepta ayudar a este último y tiene una muy buena relación con él, secretamente planea secuestrar a Ruika junto con Thane y la ayuda de Ness e Ewan para extraerle algo de la sangre que podría curarlos a los dos y a sus familias.

- Nicole. Hermana mayor de Thane, responsable y laboriosa. Fue ella quien tuvo la iniciativa de trabajar para la Fundación Stanley. Tenía una larga melena rubia, pero cuando comenzó a tomar el medicamento que les administraron a Thane, a Fujimaru, al padre de éste y a ella, empezó a caérsele el pelo y cayó en un estado de gran debilidad física, hasta el punto de que si no recibe transfusiones de sangre de Hikaru periódicamente puede llegar a morir. Está enamorada de Hikaru, pero sabe que él prefiere a Ruika, y lo acepta. No sabe hablar japonés.

- Sissy Barker. Una niña de diez años que constituye la mano derecha de Haruhi, del que está muy enamorada, en su faceta como adivino; recibió el "bautismo" de su parte, y debido a la gran compatibilidad entre sus respectivos tipos sanguíneos, Sissy adquirió poderes adivinatorios. Llegó a la Fundación Stanley tras quedarse huérfana, y fue bien acogida por Haruhi. A pesar de su aspecto infantil, su verdadera edad oscila entre los cuarenta y los cincuenta. Sabedora de que un día envejecerá repentinamente y morirá, Sissy está decidida a que Ruika se convierta en su sucesora. No obstante, siente muchos celos de ella ante las atenciones que le dedica Haruhi.

- Ness. Un hombre de entre veinte y treinta años de edad, de pelo rubio de punta, que trabaja con Ewan para la Fundación Stanley como guardias de seguridad y espías bajo las órdenes de Narada y Sissy. A pesar de su apariencia, la verdadera edad de Ness es de unos cuarenta años, ya que él e Ewan recibieron el "bautismo de sangre" de Haruhi cuando eran niños; ambos son huérfanos y se criaron en la Fundación. Debido al "bautismo de sangre", Ness parece haber heredado ciertos poderes de Haruhi.

- Ewan. Un hombre de entre veinte y treinta años de edad, de pelo negro y largo recogido en una coleta, que trabaja con Ness para la Fundación Stanley como guardias de seguridad y espías bajo las órdenes de Narada y Sissy. A pesar de su apariencia, la verdadera edad de Ewan es de unos cuarenta años, ya que él y Ness recibieron el "bautismo de sangre" de Haruhi cuando eran niños; ambos son huérfanos y se criaron en la Fundación. Ewan se muestra muy escéptico ante los poderes de Ness, y considera que está un tanto obsesionado.

- Narada. Jefe de la Fundación Stanley, un hombre alto y delgado, de pelo rubio y con gafas. Es una persona de carácter ambicioso y calculador y con un gran ansia de poder, que busca enriquecerse a costa de los poderes de Ruika.

- Dr. Higgins. Médico de raza negra, especializado en realizar clonaciones, que trabaja para la Fundación Stanley bajo las órdenes de Narada, Haruhi y Sissy. Oculta más de un secreto relacionado con su especialidad médica y sus experimentos.

- Sr. Akashi. Director de la biblioteca en la que trabaja Ruika para pagarse el alquiler de su apartamento. Akashi sabe que en realidad Ruika es una chica (de hecho más de una vez ha estado a punto de llamarla por su verdadero nombre), ya que es amigo de la familia Sugimoto, y realmente lamenta el sacrificio que Ruika está haciendo por su madre.

## Curiosidades
- Aunque el nombre de Ruika se compone de los kanjis Rui (lágrima) y Ka (flor) y pueda traducirse aproximadamente por "Lágrimas de felicidad", es de destacar que su nombre parece una reordenación de los kanjis del nombre de Hikaru.
- En más de una ocasión se puede ver a los personajes llevando ropa de marcas existentes. Por ejemplo, en una escena del tomo 3 Kōdai lleva una sudadera de Adidas, y en el tomo 6 Robin aparece con una camiseta con el logotipo de Converse.
- En el tomo 3, la primera vez que Masato y Ruika conversan en el Jardín Global en los sueños de ésta, Masato presume de su propio aspecto físico diciendo que parece sacado de Johnny's Entertainment, una famosa compañía discográfica japonesa especializada en el formato boys band.
- En el tomo 5, Ruika tiene como tono de móvil asignado para Hikaru la canción Hikari ("luz"), de la cantante japonesa Hikaru Utada.